# Neotenie
Neotenie oder Neotänie (gr. νέος neos ‚jung‘ und τείνειν teínein ‚strecken‘, ‚ausdehnen‘) bezeichnet in der Zoologie den Eintritt der Geschlechtsreife im Larvenzustand ohne Metamorphose, z. B. bei Schwanzlurchen. Der Begriff wurde 1885 durch den Zoologen Julius Kollmann bei der Untersuchung von Entwicklungsverzögerungen bei Kaulquappen geprägt.
Später wurde der Begriff im Bereich der Domestikationsforschung für das Phänomen der Verjugendlichung, die Beibehaltung von Jugendmerkmalen, verwendet.

## Neotenie im Sinne geschlechtsreifer Larvalform
Als bekanntestes Beispiel gilt der Axolotl, Ambystoma mexicanum, ein im Xochimilco-See in Mexiko lebender Molch aus der Familie der Querzahnmolche. Diese Art wird bereits in einem späten Larvenstadium – mit entwickelten Beinen, aber noch mit Kiemen – geschlechtsreif. Physiologisch wird die Neotenie durch eine Unterfunktion der Schilddrüse ausgelöst, die genetisch bedingt eine zu geringe Menge an Reifungshormonen herstellt, oder aber durch einen starken Mangel an mineralischem Jod im Wasser. Füttert man Axolotl mit solchen Hormonen, reifen sie zu erwachsenen Tieren heran und begeben sich, wie die nahe verwandten Tigersalamander, an Land.
Neotenie kommt bei vielen Schwanzlurchen unterschiedlicher Familien vor, allerdings gibt es hier verschiedene Ausprägungen dieser Erscheinung. In jodarmen Gebirgsgewässern kommen gelegentlich Dauerlarven von Molchen und Salamandern vor, die sich aber mithilfe von Schilddrüsenhormonen zur Metamorphose bringen lassen. Dieses Phänomen tritt nicht nur bei den heimischen Molchen wie etwa dem Bergmolch auf, sondern auch bei den amerikanischen Querzahnmolchen, zu denen auch der Axolotl gehört. Dagegen sind einige andere Arten unabhängig vom Jodgehalt des Wassers zu einer Lebensweise als Dauerlarven übergegangen, die auch durch Hormongaben nicht dazu zu bewegen sind, eine Umwandlung zum Landtier durchzuführen.
Ein typisches Beispiel für dieses Phänomen ist der europäische Grottenolm.
Neotenie kommt auch bei einigen Insektenarten vor, beispielsweise bei Motten, Käfern und Fächerflüglern.
Eine beschleunigte Entwicklung der Reproduktionsfunktionen wird auch als Pädogenese bezeichnet.

## Neotenie als Verjugendlichung

### Neotenie bei Tieren
Auch bei Säugetieren spricht man von Neotenie, wenn diese im Zusammenhang mit der Domestizierung jugendliche Merkmale, wie z. B. eine verkürzte Schnauze, eine spezielle Fellzeichnung oder Schlappohren beibehalten. Durch die neotenischen Merkmale und das dadurch verkörperte Kindchenschema wird beim Menschen ein Fürsorge- und Kümmerungsverhalten aktiviert, das zu einem Selektionsvorteil für das entsprechende Tier führt. Insbesondere Haustiere zeigen daher oft solche Merkmale. 
Neotenische Merkmale bei Säugetieren (insbesondere hervorgerufen durch die Domestizierung) wurden von Hermann von Nathusius, Louis Bolk und verschiedenen modernen Forschergruppen deutlich beschrieben. So beschreibt beispielsweise eine russische Arbeitsgruppe, die über 40 Generationen Füchse auf Zahmheit selektiert hat, eine große Anzahl neotenischer Merkmale, die in dieser selektierten Fuchspopulation auftraten.
Dennoch ist Neotenie nicht, wie seit den 1920er Jahren häufig unterstellt, ein generelles Phänomen der Domestikation.

### Neotenie in der Botanik
Neotenie sagt aus, dass Jugendstrukturen auf Dauer erhalten bleiben können. Zum Beispiel können Kräuter als fixierte Jugendstadien der Holzgewächse angesehen werden.
Ein Beispiel ist Paeonia (Pfingstrose), bei der die ursprünglichen Formen verholzt sind und sekundäres Dickenwachstum zeigen. In der Phylogenie wurde immer weniger Sekundärholz gebildet und parenchymatisches Mark sowie Markstrahlen verbreitert. Schließlich blieb nur das primäre Xylem erhalten, und es entstanden krautige Formen.
Bei einigen wenigen karnivoren Pflanzen entwickeln sich Fallenmechanismen lediglich im Jugendstadium, bei den meisten bleibt die Karnivorie jedoch das ganze Leben lang erhalten. Die Karnivorie bringt den Pflanzen gegenüber nichtkarnivoren Pflanzen immense Vorteile. Während Pflanzen, die nicht karnivor sind, in nährstoffarmen Gebieten in einem ständigen Konkurrenzkampf um Nährstoffe sind, haben karnivore Pflanzen ein viel weiteres Spektrum an Nahrungsmitteln, daher entwickeln sich die Fangmechanismen bei manchen karnivoren Pflanzen extrem früh, teilweise sogar vor den Keimblättern. Diese Beobachtungen lassen vermuten, dass der Ursprung der Karnivorie mit der Keimlingsetablierung zu tun hat und die Ausbildung von Fallen bei erwachsenen Pflanzen ein Fall von Neotenie ist.

### Neotenie beim Menschen
Emile Devaux wendet ab 1921 diesen Begriff auf die Entstehung des Menschen an. Etwa zeitgleich entwickelte der niederländische Anatom Lodewijk (Louis) Bolk seine Fetalisationstheorie. Demnach sei der Mensch ein in seiner Entwicklung stark verzögerter Affe – bzw. ein vorzeitig geschlechtsreif gewordener Affenfötus. Auch wurde behauptet, dass die „Mongoliden“ stärker „pädomorph“ seien („rassische Neotenie“).
Als Argumente dafür nannte Bolk folgende Merkmale am Schädel:
- die Größe und die Rundung des Kopfes
- die kleine Gesichtspartie im Vergleich zum ganzen Kopf
- die späte Verknöcherung der Schädel-Suturen
- die Position des Foramen magnum

und weitere anatomische Besonderheiten beim Menschen:
- der aufrechte Gang als gestoppte Embryonalentwicklung
- die starken, nicht abgespreizten und nicht opponierbaren großen Zehen
- der ventral gerichtete Vaginalkanal
- die spärliche Körperbehaarung
- die fehlende Pigmentierung

Außerdem bewertete Bolk die lange Lebensspanne des Menschen als Indiz für diese Theorie.
Die Neotenie-Hypothese der Hominisation steht nicht im Gegensatz zu anderen Erklärungsmodellen für beispielsweise den aufrechten Gang. Während unter anderem die Savannen-Hypothese ein Erklärungsmodell zu liefern versuchte, unter welchen Selektionsbedingungen dieses spezielle Merkmal des Menschen entstand, erklärt die Neotenie-Hypothese, wie diese Merkmale physiologisch zustande gekommen sein könnten. Dabei stellt der Mechanismus der Neotenie eine Form der Präadaptation dar.